# Austria na Letnich Igrzyskach Olimpijskich 1952
Austrię na Letnich Igrzyskach Olimpijskich 1952 reprezentowało 112 zawodników.

## Zdobyte medale
| Medal  | Zawodnik                    | Dyscyplina  | Konkurencja |
| ------ | --------------------------- | ----------- | ----------- |
| Srebro | Gertrude Liebhart           | Kajakarstwo | K1 500 m    |
| Brąz   | Max Raub Herbert Wiedermann | Kajakarstwo | K2 1000 m   |